# Parti de la fédération nationale
Le Parti de la fédération nationale (en anglais : National Federation Party) est un parti politique fidjien. Représentant historiquement les intérêts de la communauté rurale indo-fidjienne, c'est le plus ancien des partis fidjiens actuellement en exercice.

## Histoire
Le parti est fondé en 1963, durant la dernière décennie de l'ère coloniale, pour représenter les intérêts des fermiers de l'industrie de la cane à sucre, qui sont principalement des descendants de migrants indiens. Il puise ses origines dans des associations de fermiers remontant aux années 1930, et structurées d'abord en une Association de la fédération des fermiers de la cane à sucre (Federation of Cane Farmers Association) en 1959. L'Association est essentiellement un syndicat avant de devenir un parti politique ; il rassemble les fermiers et travailleurs agricoles pour défendre leurs intérêts face à la puissante Colonial Sugar Refining Company.
En 1966 sont organisées des élections législatives, pour préparer le pays à l'indépendance. La population indo-fidjienne ayant dépassé la population autochtone depuis 1945, le scrutin est organisé selon des listes électorales ethniques, afin de restreindre le nombre de sièges alloués aux Indo-Fidjiens, et de rassurer les Fidjiens autochtones. Le PFN remporte aisément les neuf sièges ethniques attribués aux Indo-Fidjiens, et A. D. Patel, chef du parti, devient chef de l'opposition officielle au gouvernement de Ratu Sir Kamisese Mara,.
Les Fidji obtiennent leur indépendance en 1970. Le Parti de l'Alliance, de Kamisese Mara, remporte les élections de 1972. Le PFN, seul autre parti représenté au Parlement, constitue encore l'opposition officielle, avec à sa tête Siddiq Koya. (A.D. Patel étant décédé en 1969.) À la surprise générale, le PFN remporte (de justesse) les élections de mars 1977, le Parti de l'Alliance ayant été affaibli par l'émergence d'un parti autochtone dissident. Le PFN, avec vingt-six sièges sur cinquante-deux, a la possibilité de former un gouvernement. Toutefois, le parti est paralysé par des divisions internes, et ne parvient pas à s'accorder sur le nom d'un premier ministre. Pour cette raison, et parce que les vingt-six sièges ne constituent pas une majorité absolue, le gouverneur-général Ratu sir George Cakobau prend la décision controversée de reconduire Kamisese Mara à la tête du gouvernement. Mara n'ayant pas non plus de majorité absolue au Parlement, les députés PFN parviennent à le démettre quelques mois plus tard par une motion de censure. Les élections qui en résultent en septembre donnent une majorité de sièges à Mara,.
Pour les élections de 1987, le PFN forme une coalition victorieuse avec le tout jeune Parti travailliste de Timoci Bavadra, qui devient premier ministre. Les députés du PFN participent au gouvernement. Ce dernier ne subsiste toutefois qu'un mois, avant d'être renversé par un coup d'État militaire. Le colonel Sitiveni Rabuka prend le pouvoir, au nom de la suprématie des intérêts autochtones, affirmant que « les Indiens » ne doivent pas être à la tête du pays. Rabuka met initialement en place une Constitution qui marginalise la participation des Indo-Fidjiens à la vie politique. Après 1994, toutefois, il change radicalement de position. Jai Ram Reddy, chef du PFN, établit une bonne entente avec lui ; les deux hommes participent à la mise en place de la Constitution de 1997, qui rétablit un système politique démocratique. Il s'ensuit néanmoins une période de déclin pour le PFN, dépassé par les Travaillistes au sein de l'électorat indo-fidjien : aucun siège aux élections de 1999, un seul en 2001, aucun en 2006.
Le coup d'État militaire de décembre 2006 suspend la vie politique du pays, qui reprend progressivement à partir de 2013. Pour les élections de septembre 2014, qui visent à restaurer une nouvelle fois la démocratie, le PFN est dirigé par Biman Prasad. Il se présente dès lors comme un parti multi-ethnique, attaché à la démocratie, aux droits fondamentaux et au multiculturalisme, et prônant des réformes pour diversifier et faire croître l'économie. Le PFN obtient 5,5 % des voix et trois sièges. Siégeant sur les bancs de l'opposition, il est néanmoins l'un des trois seuls partis représentés au Parlement,. Aux élections de 2018, toujours sous la direction de Biman Prasad, le parti progresse quelque peu, obtenant 7,4 % des voix et conservant ses trois sièges.
Les élections de décembre 2022 produisent un parlement sans majorité, où les cinq sièges remportés par le PFN sont déterminants. Le parti intègre un gouvernement de coalition tripartite mené par Sitiveni Rabuka. Biman Prasad, le chef du PFN, devient vice-Premier ministre et ministre des Finances, tandis que Pio Tikoduadua se voit attribuer les ministères de l'Intérieur et de la Défense, et Agni Deo Singh le ministère de l'Emploi,.